# Тихон (Малышкин)

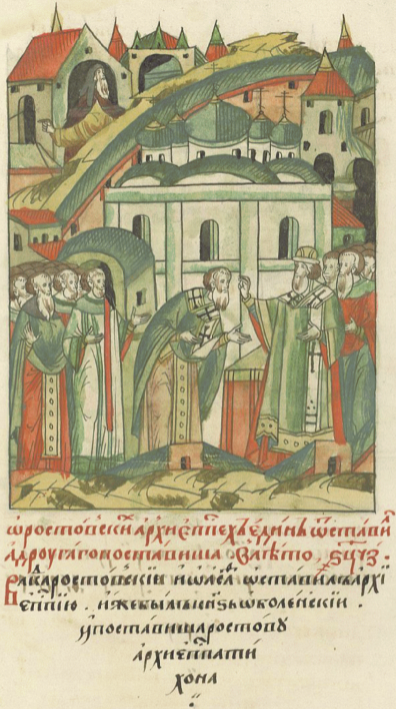
Посвящение Тихона в епископы Ростовские

Архиепи́скоп Ти́хон (Малы́шкин; ум. 1512) — епископ Русской церкви, архиепископ Ростовский, Ярославский и Белозерский.

## Биография
Был архимандритом ярославского Спасо-Преображенского монастыря или Ростовского Спасского монастыря, что в точности не известно.
15 января 1490 года был хиротонисан во епископа Ростовского, Ярославского и Белозерского с возведением в сан архиепископа. С этого времени он и стал известным в российской иерархии.
В 1491 году присутствовал на Соборе в связи с избранием нового первосвятителя митрополита Зосимы. На Соборах 1491 и 1492 годов, созванных для борьбы с ересью жидовствующих, которую в то время распространял Схарий, он был по митрополии первым между другими иерархами. Совершал в 1495 году рукоположение над игуменом Троицкой обители Симоном, когда тот избран был в митрополиты. Присутствовал также в феврале 1498 года при венчании Дмитрия Ивановича Внука на великое княжение.
В мае 1492 года он «повелением государя великого князя Ивана Васильевича… поставил Пречистую церковь соборную на Устюзе, на старом месте погоревшия церкви». Его имя названо в датирующей формуле надписи 1502 года о росписи Дионисием и его сыновьями собора Рождества Богородицы в Ферапонтовом монастыре. Часто указывается, что при нём были открыты нетленные мощи князей Василия и Константина Всеволодовичей, однако, согласно современным исследованиям, это произошло до него.

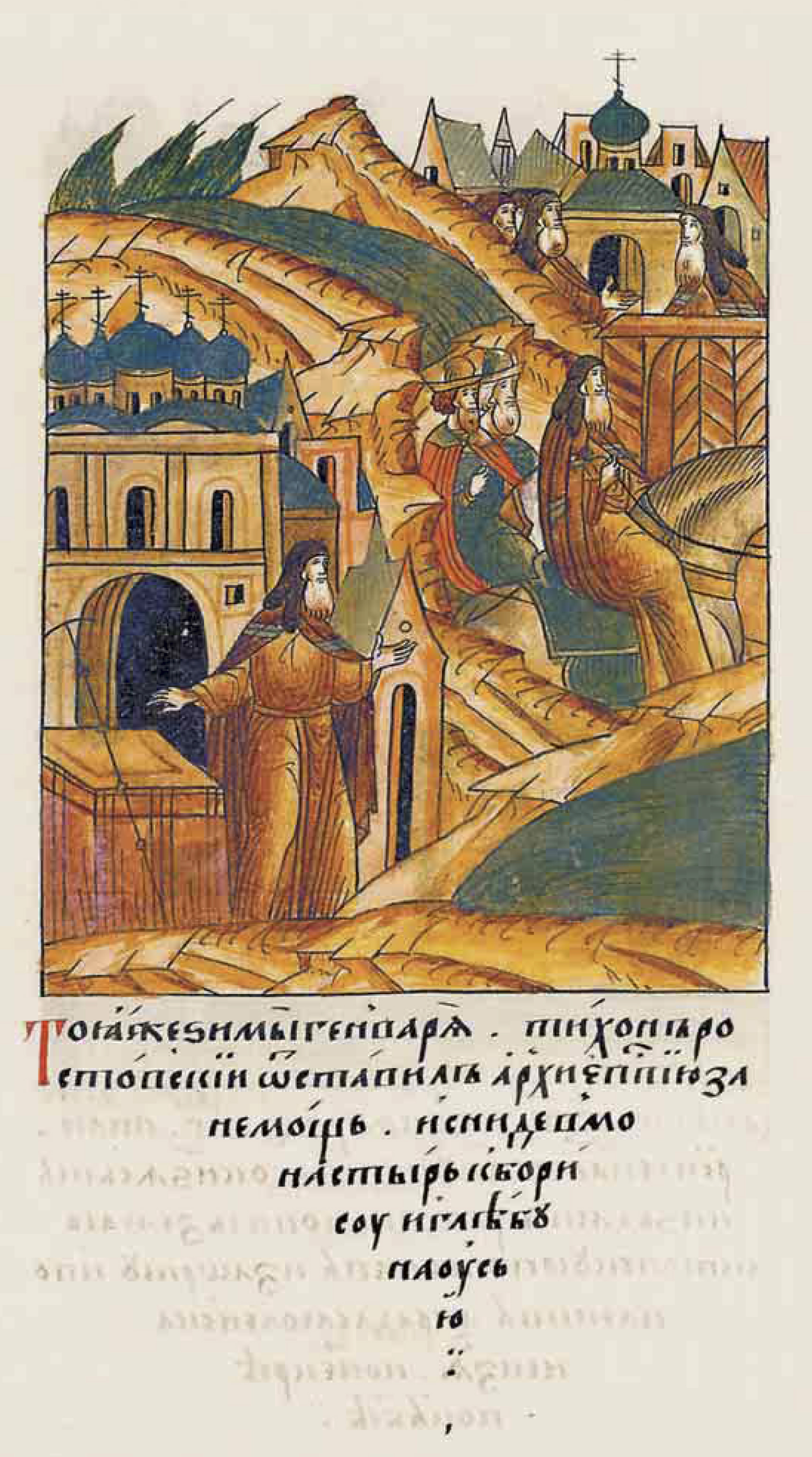
«В ту же зиму в январе Тихон Ростовский оставил архиепископию по своей немощи и ушел в Ростовский Борисоглебский монастырь на Устье». Миниатюра из Лицевого летописного свода

15 января 1503 года архиепископ Тихон по немощи отошёл на покой в Борисоглебский монастырь на Устье. Здесь же скончался и погребён, «в палатке близ алтаря соборной церкви; надгробная плита его в 30-х годах XIX в. архимандритом Рафаилом была „извержена и употреблена на монастырские постройки“».
В 1996 году была найдена его надгробная плита, сделанная, вероятно, во второй четверти XVI веке, согласно которой, он умер в 1511 году. После этого архиепископ Тихон стал почитаться в Борисоглебском монастыре как местночтимый святой, день его памяти — 29 марта по новому стилю.